# Ultraschalldämpfungsspektroskopie
Die Ultraschalldämpfungsspektroskopie ist eine Methode zur Bestimmung der Eigenschaften von Flüssigkeiten und von Partikeln in Flüssigkeiten mittels Ultraschall. 
Messgröße ist die Dämpfung einer Ultraschallwelle: Durchläuft eine Welle eine Flüssigkeit, in der Partikel suspendiert sind, wird die Intensität dieser Welle geschwächt (gedämpft). Dabei ist Stärke der Dämpfung abhängig von 
- den Stoffeigenschaften,
- der Konzentration eventuell vorhandener Partikel sowie
- der Größe der suspendierten Partikel.

Diese Zusammenhänge und Abhängigkeiten können zur  Ermittlung der Stoffeigenschaften oder der Partikelgröße und deren Verteilung in heterogenen Systemen (wie Suspensionen und Emulsionen) verwendet werden.
Beim Einsatz der Methode zur Größenbestimmung der Partikel deckt der Messbereich theoretisch den Nanometerbereich sowie den Größenbereich bis hin zu einigen Millimetern ab. Der Einsatz der Methode ist international standardisiert (siehe ISO 20998-1:2006).